# Glebowy bank nasion
Glebowy bank nasion – nagromadzone w glebie nasiona (diaspory) zdolne do kiełkowania w optymalnych warunkach dla danego gatunku. Między pulą nasion stanowiących glebowy bank nasion a liczbą pojawiających się siewek istnieje bariera zwana sitem środowiskowym. Wielkość banku nasion zależy m.in. od długości okresu spoczynkowego nasion i ich żywotności. Nasiona różnych gatunków różnią się okresem zachowywania zdolności kiełkowania, u wielu sięga on kilkudziesięciu lat.

## Rodzaje banku nasion (Thompson, Grime 1979)
Typ I. Krótkotrwały bank nasion obecny tylko w okresie lata. Tworzą go gatunki, których nasiona kiełkują jesienią.
Typ II. Krótkotrwały bank nasion obecny tylko w zimie. Tworzą go gatunki, których nasiona kiełkują wiosną.
Typ III. Trwały bank nasion, w którym większość nasion kiełkuje wkrótce po wysianiu, zwykle późnym latem (reszta nasion pozostaje w glebie).
Typ IV. Trwały bank nasion, tworzony przez gatunki, których tylko nieliczne nasiona kiełkują zaraz po wysianiu, a większość nasion pozostaje w glebie.

## Czynniki redukujące liczbę nasion w banku nasion
- orka wydobywająca nasiona na powierzchnię gleby i równocześnie przenosząca inne w jej głąb,
- bronowanie wyciągające słabo ukorzenione siewki chwastów,
- herbicydy doglebowe zastosowane w fazie kiełkowania,
- herbicydy nalistne stosowane w fazie siewki.